# Robert Reid (navigator)
Robert Reid (Perth, 17 februari 1966) is een Brits voormalig rallynavigator afkomstig uit Schotland.

## Carrière
Robert Reid debuteerde in 1984 als navigator in de rallysport. In 1991 kwam hij naast Richard Burns te zitten. Met hem won hij de Britse rallytitel in 1993 en maakten ze vervolgens carrière in het Wereldkampioenschap rally. Het duo won hun eerste WK-rally tijdens de Safari Rally in 1998 voor het fabrieksteam van Mitsubishi. Vanaf het seizoen 1999 kwamen ze uit voor Subaru. Ze eindigden in hun twee eerste seizoenen als runner-up in het kampioenschap, voordat ze in 2001 met de titel aan de haal gingen. Een overstap naar Peugeot volgde het jaar daarop, maar overwinningen bleven in de twee seizoenen waarin ze actief waren voor het team uit. Bij Burns werd in november 2003 een hersentumor geconstateerd en consequent beëindigde ze beide hun carrières in de sport. Burns kwam de ziekte uiteindelijk niet te boven en overleed in november 2005.
Reid was vervolgens een van de initiatiefnemers van de Richard Burns Foundation. Tegenwoordig vertolkt Reid een rol binnen de FIA, als vicepresident van de commissie van het WK rally.